# 評判
評判，是一個比賽的公証人，他們給予參賽者評分，最後決定誰勝誰負。
評判可能是一個人，稱為評判員；或者是一個群體，稱為評審團，或稱評判團；又或者用公眾投票來評議打分數，稱為公眾評判、公投，例如《超級女聲》。有些比賽會以該領域的專業人士擔任評判。商業性質的比賽也許會邀請名人、公眾人物任評判，用以增加節目活動可觀性。